# Mistrovství světa v šachu

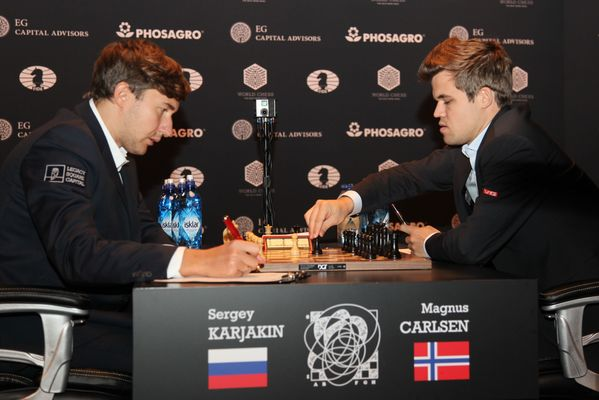
Mistrovství světa v šachu 2016, Sergej Karjakin - Magnus Carlsen

Mistrovství světa v šachu je soutěž o titul mistra světa v šachu konaná od roku 1886. Spravována je organizací FIDE. Od roku 1993 existoval konkurenční titul mistra světa v šachu od organizace PCA, ke sloučení obou titulů došlo roku 2006. Existují také samostatná mistrovství pro ženy, pro mladistvé do 20 let, pro seniory a pro počítače. Oddělené jsou také mistrovství světa šachu v rapidu, blitz, korespondenčním, v řešením problémů a Fischerových náhodných šachách.
Rekord nejdelšího držení nejvyššího hodnocení (255 měsíců) a pro nejvíce po sobě jdoucích profesionálních turnajových vítězství drží Garri Kasparov. Nejvíce šampionátů (6) vyhráli shodně Emanuel Lasker, Anatolij Karpov a Garri Kasparov. Současným mistrem světa je Ind Dommaradžu Gukeš, který roku 2024 porazil Tinga Li-žena z Číny.

## Historie

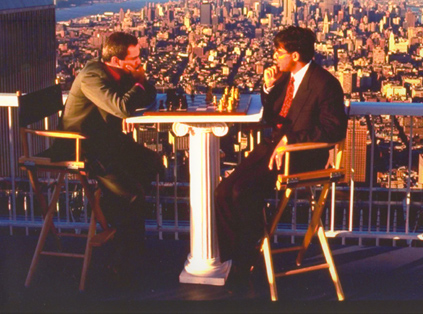
Mistrovství světa v šachu 1995 (New York), Garri Kasparov - Višvanáthan Ánand

Poprvé se oficiálně konalo roku 1886, kdy pražský rodák Wilhelm Steinitz porazil Johannese Zukertorta. Do té doby byli vůdčí mistři uznáváni za nejlepší šachisty světa pouze neformálně a subjektivně, na základě jejich sportovních výsledků a teoretického přínosu. 
Nejčastěji se o titulu rozhodovalo v zápase dosavadního mistra a vyzyvatele, tedy v sérii šachových partií, v níž musel vyzyvatel získat více výher než dosavadní držitel titulu – nerozhodný výsledek se považoval za příznivý pro stávajícího mistra světa. V některých případech měl navíc starý mistr světa v případě prohry a ztráty titulu právo na odvetný zápas. Mistr světa si soupeře vybíral nejprve sám, v období po druhé světové válce pak FIDE pořádala turnaj kandidátů, kde vítěz měl právo na souboj s mistrem světa.
Forma mistrovství světa v šachu a způsob výběru účastníků se během jeho historie několikrát změnila, ale největší změna přišla až v letech 1993–2006, kdy došlo dokonce k rozkolu na dvě nezávislá a konkurenční mistrovství. Prestiž titulu tak značně poklesla. Změna pravidel a odstranění dlouhých zápasů s původním mistrem světa navíc způsobovaly, že se k titulu mohl vítězstvím v turnaji probojovat i šachista, který sice byl velmi silným velmistrem, ale ani zdaleka ne fenoménem srovnatelným s většinou mistrů světa v šachu od Steinitze po Kasparova.

## Seznam mistrů světa

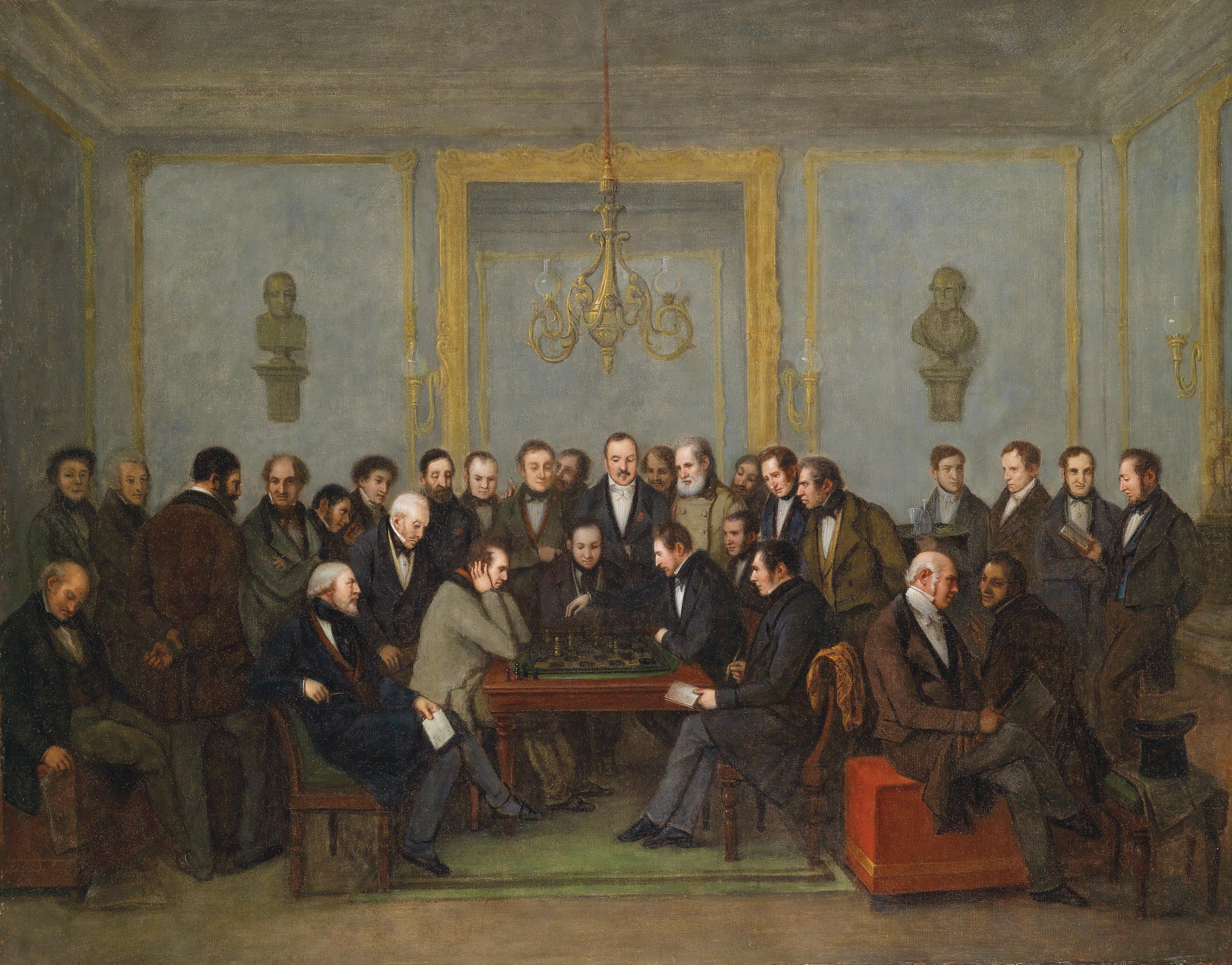
Utkání mezi Howard Stauntonem a Pierre Saint-Amantem v roce 1843

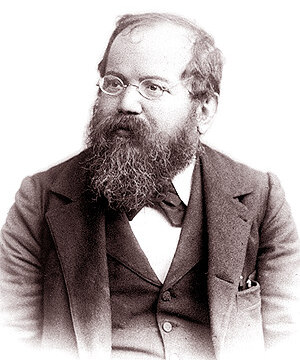
Wilhelm Steinitz, první oficiální mistr světa v šachu

### Vedoucí šachoví mistři do roku 1886 (neoficiální mistři světa)
| Jméno                                  | Rok                 | Země                 |
| -------------------------------------- | ------------------- | -------------------- |
| Luis Ramirez de Lucena                 | asi 1490– asi 1530  | Španělsko            |
| Pedro Damiano                          | asi 1512–1544       | Portugalsko          |
| Ruy López de Segura                    | 1560–1575           | Španělsko            |
| Leonardo da Cutri                      | 1575–1587           | Neapolské království |
| Paolo Boi                              | 1587–1598           | Neapolské království |
| Alessandro Salvio                      | 1598–1619           | Neapolské království |
| Gioacchino Greco                       | 1619–1634           | Neapolské království |
| Pietro Carrera                         | 1634–1647           | Neapolské království |
| Legall de Kermeur                      | asi 1730–1747       | Francie              |
| Francois-André Philidor                | 1747–1795           | Francie              |
| Verdoni                                | 1795–1804           | Itálie / Francie     |
| Alexandre Deschapelles                 | 1804–1821           | Francie              |
| Louis de la Bourdonnais                | 1821–1840           | Francie              |
| Pierre Charles Fournier de Saint-Amant | 1840–1843           | Francie              |
| Howard Staunton                        | 1843–1851           | Anglie               |
| Adolf Anderssen                        | 1851–1858 1860–1866 | Prusko               |
| Paul Morphy                            | 1858–1860           | USA                  |
| Wilhelm Steinitz                       | 1866–1883           | Rakousko-Uhersko     |
| Johannes Zukertort                     | 1883–1886           | Velká Británie       |

### Jednotné mistrovství světa

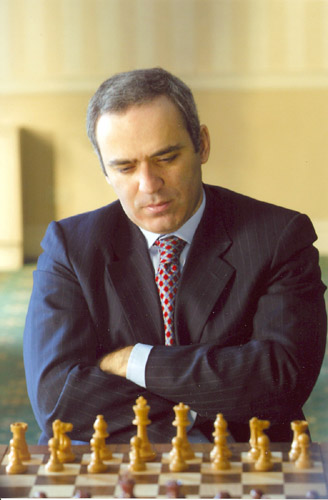
Garri Kasparov drží rekord 255 měsíců jako nejlépe hodnocený hráč světa a pro nejvíce po sobě jdoucích profesionálních turnajových vítězství

| Pořadí | Roky, kdy byl mistrem světa | Mistr světa                      | Země                   |
| ------ | --------------------------- | -------------------------------- | ---------------------- |
| 1.     | 1886–1894                   | Wilhelm Steinitz (1836–1900)     | Rakousko-Uhersko / USA |
| 2.     | 1894–1921                   | Emanuel Lasker (1868–1941)       | Německo                |
| 3.     | 1921–1927                   | José Raúl Capablanca (1888–1942) | Kuba                   |
| 4.     | 1927–1935                   | Alexandr Aljechin (1892–1946)    | Francie                |
| 5.     | 1935–1937                   | Max Euwe (1901–1981)             | Nizozemsko             |
|        | 1937–1946                   | Alexandr Aljechin                | Francie                |
| 6.     | 1948–1957                   | Michail Botvinnik (1911–1995)    | SSSR                   |
| 7.     | 1957–1958                   | Vasilij Smyslov (1921–2010)      | SSSR                   |
|        | 1958–1960                   | Michail Botvinnik                | SSSR                   |
| 8.     | 1960–1961                   | Michail Tal (1936–1992)          | SSSR                   |
|        | 1961–1963                   | Michail Botvinnik                | SSSR                   |
| 9.     | 1963–1969                   | Tigran Petrosjan (1929–1984)     | SSSR                   |
| 10.    | 1969–1972                   | Boris Spasskij (* 1937)          | SSSR                   |
| 11.    | 1972–1975                   | Robert J. Fischer (1943–2008)    | USA                    |
| 12.    | 1975–1985                   | Anatolij Karpov (* 1951)         | SSSR                   |
| 13.    | 1985–1993                   | Garri Kasparov (* 1963)          | SSSR / Rusko           |

### Dva konkurenční tituly
V r. 1993 byla založena Asociace šachových profesionálů (PCA), do které vstoupila řada velmistrů, kteří nesouhlasili s praktikami Mezinárodní šachové federace (FIDE). Mnozí šachisté startovali v turnajích obou organizací i v rámci obou organizací bojovali o titul mistra světa.
| Pořadí | Roky, kdy byl mistrem světa | Mistr světa FIDE            | Země       | Pořadí | Mistr světa PCA/Braingames | Země  |
| ------ | --------------------------- | --------------------------- | ---------- | ------ | -------------------------- | ----- |
|        | 1993–1999                   | Anatolij Karpov (* 1951)    | Rusko      |        | Garri Kasparov (* 1963)    | Rusko |
|        | 1999–2000                   | Alexandr Chalifman (* 1966) | Rusko      |        | Garri Kasparov (* 1963)    | Rusko |
|        | 2000–2002                   | Višvanáthan Ánand (* 1969)  | Indie      |        | Vladimir Kramnik (* 1975)  | Rusko |
|        | 2002–2004                   | Ruslan Ponomarjov (* 1983)  | Ukrajina   |        | Vladimir Kramnik (* 1975)  | Rusko |
|        | 2004–2005                   | Rustam Kasimdžanov (* 1979) | Uzbekistán |        | Vladimir Kramnik (* 1975)  | Rusko |
|        | 2005–2006                   | Veselin Topalov (* 1975)    | Bulharsko  |        | Vladimir Kramnik (* 1975)  | Rusko |

### Znovusjednocení

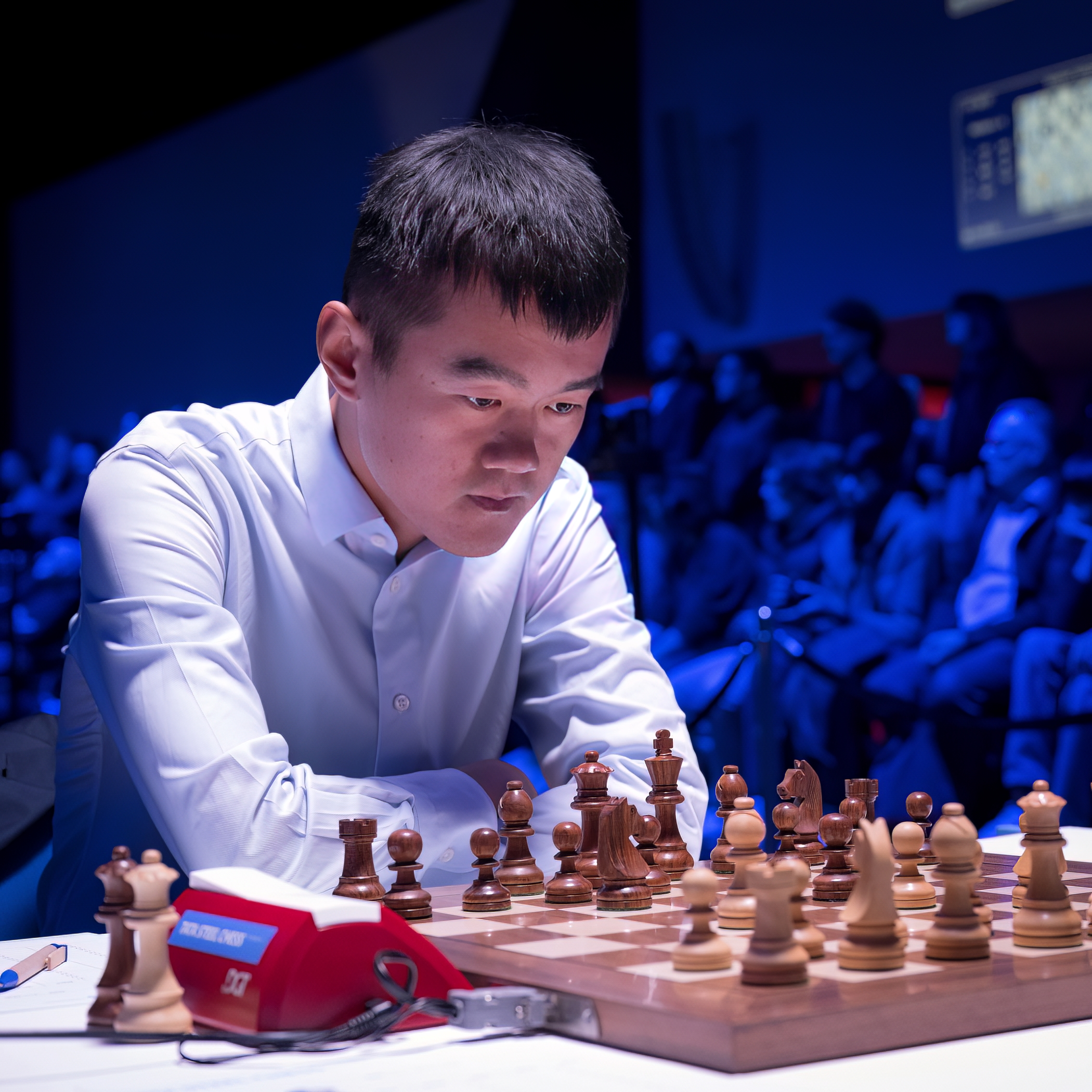
Mistr světa v šachu roku 2023 Ting Li-žen

Po složitých jednáních se nakonec podařilo obě organizace sjednotit a v říjnu roku 2006 proběhl sjednocovací zápas o titul mistra světa mezi Veselinem Topalovem (FIDE) a Vladimirem Kramnikem, po němž Kramnik oba současně existující tituly sjednotil ve svých rukou.
| Pořadí | Roky, kdy byl mistrem světa | Mistr světa                | 2. místo                                                                                            |
| ------ | --------------------------- | -------------------------- | --------------------------------------------------------------------------------------------------- |
| 14.    | 2006–2007                   | Vladimir Kramnik (* 1975)  | Veselin Topalov (2006)                                                                              |
| 15.    | 2007–2013                   | Višvanáthan Ánand (* 1969) | Vladimir Kramnik (2007, 2008) Boris Gelfand (2007, 2012) Veselin Topalov (2010)                     |
| 16.    | 2013–2023                   | Magnus Carlsen (* 1990)    | Višvanáthan Ánand (2013, 2014) Sergej Karjakin (2016) Fabiano Caruana (2018) Jan Něpomňaščij (2021) |
| 17.    | 2023–2024                   | Ting Li-žen (*1992)        | Jan Něpomňaščij (2023)                                                                              |
| 18.    | od 2024                     | Dommaradžu Gukeš (* 2006)  | Ting Li-žen (2024)                                                                                  |

## Mistrovství světa v šachu podrobně

### Přehled oficiálních zápasů o mistra světa do roku 1937
| Rok       | Účastníci zápasu                                      | Výsledek                  | Místo konání                                                   |
| --------- | ----------------------------------------------------- | ------------------------- | -------------------------------------------------------------- |
| 1886      | Wilhelm Steinitz – Johannes Zukertort                 | 10: 5 (=5)                | New York, Saint Louis, New Orleans                             |
| 1889      | Wilhelm Steinitz – Michail Ivanovič Čigorin           | 10: 6 (=1)                | Havana                                                         |
| 1890      | Wilhelm Steinitz – Isidor Gunsberg                    | 6: 4 (=9)                 | New York                                                       |
| 1892      | Wilhelm Steinitz – Michail Ivanovič Čigorin           | 10: 8 (=5)                | Havana                                                         |
| 1894      | Emanuel Lasker – Wilhelm Steinitz                     | 10: 5 (=4)                | New York, Filadelfie, Montreal                                 |
| 1896–1897 | Emanuel Lasker – Wilhelm Steinitz                     | 10: 2 (=5)                | Moskva                                                         |
| 1907      | Emanuel Lasker – Frank Marshall                       | 8: 0 (=7)                 | New York, Filadelfie, Baltimore, Chicago, Memphis              |
| 1908      | Emanuel Lasker – Siegbert Tarrasch                    | 8: 3 (=5)                 | Düsseldorf                                                     |
| 1909      | Emanuel Lasker – David Janowski                       | 7: 1 (=2)                 | Paříž                                                          |
| 1910      | Emanuel Lasker – Karl Schlechter                      | 1: 1 (=8), Lasker obhájil | Vídeň, Berlín                                                  |
| 1910      | Emanuel Lasker – David Janowski                       | 8: 0 (=3)                 | Berlín                                                         |
| 1921      | José Raúl Capablanca – Emanuel Lasker                 | 4: 0 (=10), skreč         | Havana                                                         |
| 1927      | Alexandr Alexandrovič Aljechin – José Raúl Capablanca | 6: 3 (=25)                | Buenos Aires                                                   |
| 1929      | Alexandr Alexandrovič Aljechin – Jefim Bogoljubov     | 11: 5 (=9)                | Wiesbaden, Berlín, Haag, Rotterdam, Amsterdam                  |
| 1934      | Alexandr Alexandrovič Aljechin – Jefim Bogoljubov     | 8: 3 (=15)                | Baden-Baden, Villingen, Pforzheim, Bayreuth, Kissingen, Berlín |
| 1935      | Max Euwe – Alexandr Alexandrovič Aljechin             | 9: 8 (=13)                | Amsterdam, Haag, Utrecht                                       |
| 1937      | Alexandr Alexandrovič Aljechin – Max Euwe             | 10: 4 (=11)               | Rotterdam, Haarlem, Leiden, Zwolle, Amsterdam, Delft, Haag     |

### Turnaj o mistra světa v roce 1948
Aljechinova smrt v roce 1946 prakticky znemožnila pokračovat v předcházející praxi bojů o titul mitra světa. Proto první poválečný kongres FIDE, konaný ve švýcarském Winterthuru, rozhodl o konání turnaje o titul mistra světa, který se uskutečnil roku 1948 v Haagu a v Moskvě.
| Hráč              | Botvinnik | Smyslov   | Keres     | Reshevsky | Euwe      | Body |
| ----------------- | --------- | --------- | --------- | --------- | --------- | ---- |
| Michail Botvinnik | * * * * * | ½ ½ 1 ½ ½ | 1 1 1 1 0 | 1 ½ 0 1 1 | 1 ½ 1 ½ ½ | 14   |
| Vasilij Smyslov   | ½ ½ 0 ½ ½ | * * * * * | 0 0 ½ 1 ½ | ½ ½ 1 ½ ½ | 1 1 0 1 1 | 11   |
| Paul Keres        | 0 0 0 0 1 | 1 1 ½ 0 ½ | * * * * * | 0 ½ 1 0 ½ | 1 ½ 1 1 1 | 10½  |
| Samuel Reshevsky  | 0 ½ 1 0 0 | ½ ½ 0 ½ ½ | 1 ½ 0 1 ½ | * * * * * | 1 ½ ½ 1 1 | 10½  |
| Max Euwe          | 0 ½ 0 ½ ½ | 0 0 1 0 0 | 0 ½ 0 0 0 | 0 ½ ½ 0 0 | * * * * * | 4    |

### Mistrovství po roce 1948
| Rok                   | Místo, rok a formát mezipásmového turnaje                                                                           | Postupující z mezipásmového turnaje | Nasazeni do turnaje kandidátů | Systém kandidátského turnaje | Vítěz turnaje kandidátů                                                    | Obhájce titulu                                                                                | Výsledek mistrovství světa |
| --------------------- | --- | --- | --- | --- | -------------------------------------------------------------------------- | --------------------------------------------------------------------------------------------- | --- |
| 1948–51               | Saltsjöbaden 1948 20 hráčů, každý s každým jednokolově, 8 se kvalifikuje                                            | Bronštejn, Szabó, Boleslavskij, Kotov, Lilienthal, Najdorf, Ståhlberg, Flohr, (Bondarevskij)                                                                | Smyslov, Keres (Euwe, Reshevsky, Fine) | Budapešť 1950 10 hráčů, každý s každým dvoukolově | Bronštejn (po play-off zápase proti Boleslavskému)                         | Botvinnik                                                                                     | Moskva 1950 Remíza 12–12, Botvinnik obhájil titul                                                                                             |
| 1951–54               | Stockholm 1952 21 hráčů, každý s každým jednokolově, 8 se kvalifikovalo                                             | Kotov, Taimanov, Petrosjan, Geller, Averbach, Ståhlberg, Szabó, Gligorič                                                                                    | Bronštejn, Boleslavskij, Smyslov, Keres, Najdorf (z minulého tur. Kand.), Reshevsky, Euwe (ze světového šampionátu 1948) | Zurich 1953 15 hráčů, každý s každým dvoukolově | Smyslov                                                                    | Botvinnik                                                                                     | Moskva 1954 Remíza 12–12, Botvinnik udržel titul                                                                                              |
| 1954–57               | Göteborg 1955 21 hráčů, jednokolově každý s každým, 9 se kvalifikovalo                                              | Bronštejn, Keres, Panno, Petrosjan, Geller, Szabó, Filip, Pilnik, Spasskij                                                                                  | Smyslov | Amsterdam 1956 10 hráčů, dvoukolově každý s každým | Smyslov                                                                    | Botvinnik                                                                                     | Moskva 1957 Smyslov vyhrál 12½:9½ |
| 1958                  | odvetný zápas | odvetný zápas | odvetný zápas | odvetný zápas | Botvinnik                                                                  | Smyslov                                                                                       | Moskva 1958 Botvinnik vyhrál 12½:10½ |
| 1958–60               | Portorož 1958 21 hráčů, jednokolově každý s každým, 6 se kvalifikovalo                                              | Tal, Gligorić, Petrosjan, Benko, Ólafsson, Fischer | Smyslov, Keres | Jugoslávie 1959 8 hráčů, čtyřkolově každý s každým | Tal                                                                        | Botvinnik                                                                                     | Moskva 1960 Tal vyhrál 12½:8½ |
| 1961                  | odvetný zápas | odvetný zápas | odvetný zápas | odvetný zápas | Botvinnik                                                                  | Tal                                                                                           | Moskva 1961 Botvinnik vyhrál 13–8 |
| 1961–63               | Stockholm 1962 23 hráčů, jednokolově každý s každým, 6 se kvalifikovalo                                             | Fischer, Geller, Petrosjan, Korčnoj, Filip, (Stein*), Benko                                                                                                 | Tal, Keres | Curaçao 1962 8 hráčů, čtyřkolově každý s každým | Petrosjan                                                                  | Botvinnik                                                                                     | Moskva 1963 Petrosjan vyhrál 12½:9½ |
| 1964–66               | Amsterdam 1964 24 hráčů, jednokolově každý s každým, 6 se kvalifikovalo                                             | Smyslov, Larsen, Spasskij, Tal, (Stein*), (Bronštejn*), Ivkov, Portisch                                                                                     | Keres, (Botvinnik), Geller | 8 hráčů, vyřazovací zápasy | Spasskij                                                                   | Petrosjan                                                                                     | Moskva 1966 Petrosjan vyhrál 12½:11½ |
| 1967–69               | Súsa 1967 23 hráčů, jednokolově každý s každým, 6 se kvalifikovalo                                                  | Larsen, Korčnoj, Geller, Gligorić, Portisch, Reshevsky | Spasskij, Tal | 8 hráčů, vyřazovací zápasy | Spasskij                                                                   | Petrosjan                                                                                     | Moskva 1969 Spasskij vyhrál 12½:10½ |
| 1970–72               | Palma de Mallorca 1970 24 hráčů, jednokolově každý s každým, 6 se kvalifikovalo                                     | Fischer, Larsen, Geller, Hübner, Taimanov, Uhlmann | Petrosjan, Korčnoj | 8 hráčů, vyřazovací zápasy | Fischer                                                                    | Spasskij                                                                                      | Reykjavík 1972 Fischer vyhrál 12½:8½ |
| 1973–75               | Leningrad 1973 Petropolis 1973 v každém turnaji 18 hráčů, jednokolově každý s každým; 3 se kvalifikovali            | Korčnoj, Karpov, Byrne; Mecking, Portisch, Polugajevskij | Spasskij, Petrosjan | 8 hráčů, vyřazovací zápasy | Karpov                                                                     | Fischer                                                                                       | Karpov vyhrál kontumačně |
| 1976–78               | Biel 1976 Manila 1976 Dvakrát 20 hráčů, jednokolově každý s každým; 3 se kvalifikovalo z každého                    | Larsen, Petrosjan, Portisch; Mecking, Polugajevskij, Hort                                                                                                   | Korčnoj, (Fischer), Spasskij | 8 hráčů, vyřazovací zápasy | Korčnoj                                                                    | Karpov                                                                                        | Baguio City 1978 Karpov vyhrál 6:5 (remízy se nepočítaly)                                                                                     |
| 1979–81               | Riga 1979 Rio de Janeiro 1979 Po 18 hráčích, jednokolově každý s každým; 3 se kvalifikovalo z každého               | Tal, Polugajevskij, Adorján; Portisch, Petrosjan, Hübner | Korčnoj, Spasskij | 8 hráčů, vyřazovací zápasy | Korčnoj                                                                    | Karpov                                                                                        | Merano 1981 Karpov vyhrál 6:2 (remízy se nepočítaly)                                                                                          |
| 1982–85               | Las Palmas 1982 Moskva 1982 Toluca 1982 Třikrát 14 hráčů, jednokolově každý s každým; 2 se kvalifikovalo z každého  | Ribli, Smyslov; Kasparov, Běljavskij; Portisch, Torre | Korčnoj, Hubner | 8 hráčů, vyřazovací zápasy | Kasparov                                                                   | Karpov                                                                                        | Moskva 1984 Nedokončený zápas přerušen po 48 partiích, kdy Karpov vedl 5:3; Moskva 1985 Kasparov vyhrál v opakovaném zápasu 13:11             |
| 1986                  | opakovaný zápas | opakovaný zápas | opakovaný zápas | opakovaný zápas | Karpov                                                                     | Kasparov                                                                                      | Londýn/Leningrad 1986 Kasparov vyhrál 12½:11½                                                                                                 |
| 1985–87               | Biel 1985 Taxco 1985 Tunis 1985 Třikrát 16–18 hráčů, jednokolově každý s každým; 4 se kvalifikovalo z každého       | Vaganian, Seirawan, Sokolov, Short; Timman, Nogueiras, Tal, Spraggett; Jusupov, Běljavskij, Portisch, Černin                                                | Karpov, Korčnoj, Ribli, Smyslov, Spasskij | Montpellier 1985 16 player tournament; top 4 (Jusupov, Vaganian, Sokolov, Timman) hráli vyřazovací zápasy; vítěz (Sokolov) played Karpov                                            | Karpov                                                                     | Kasparov                                                                                      | Sevilla 1987 Remíza 12:12, Kasparov obhájil titul                                                                                             |
| 1988–90               | Subotica 1988 Szirák 1988 Záhřeb 1988 Třikrát 17–18 hráčů, jednokolově každý s každým; 3 se kvalifikovalo z každého | Sax, Short, Speelman; Salov, Hjartarson, Portisch; Korčnoj, Seirawan, Ehlvest                                                                               | Karpov, Sokolov, Timman, Vaganian, Jusupov, Spraggett | 15 hráčů, vyřazovací zápasy, (Karpov nasazen do druhého kola) | Karpov                                                                     | Kasparov                                                                                      | New York/Lyon 1990 Kasparov vyhrál 12½:11½ |
| 1991–93               | Manila 1990 64 hráčů švýcarský systém, 11 se kvalifikovalo                                                          | Gelfand, Ivančuk, Ánand, Sax, Short, Korčnoj, Hübner, Nikolić, Judasin, Dolmatov, Drejev                                                                    | Karpov, Timman, Jusupov, Speelman | 15 hráčů, vyřazovací zápasy, (Karpov nasazen do druhého kola) | Short                                                                      | Kasparov                                                                                      | Kasparov porazil Shorta 13:8 pod hlavičkou PCA; Karpov porazil Timman 12½:8½ pod hlavičkou FIDE                                               |
| 1993–95 (PCA)         | Groningen 54 hráčů švýcarský systém, 7 se kvalifikovalo                                                             | Adams, Ánand, Kamsky, Kramnik, Tivjakov, Gulko, Romanišin                                                                                                   | Short | 8 hráčů, vyřazovací zápasy | Ánand                                                                      | Kasparov                                                                                      | New York 1995 Kasparov vyhrál 10½:7½ |
| 1993–96 (FIDE)        | Biel 1993 73 player švýcarským systémem, 10 se kvalifikovalo                                                        | Gelfand, Van der Sterren, Kamsky, Chalifman, Adams, Judasin, Salov, Lautier, Kramnik, Ánand                                                                 | Timman, Jusupov | 12 hráčů hrálo dvoukolově vyřazovací zápasy; pak se Karpov připojil ke 3 (Gelfand, Kamsky, Salov) následovaly vyřazovací zápasy                                                     | Karpov, Kamsky (finalisté)                                                 | Karpov, Kamsky (finalisté)                                                                    | Elista 1996 Karpov vyhrál 10½:7½ |
| 1997–98 (FIDE)        | Groningen 1997 7 kol, minizápasy, vyřazovací systém                                                                 | Groningen 1997 7 kol, minizápasy, vyřazovací systém | Groningen 1997 7 kol, minizápasy, vyřazovací systém | Groningen 1997 7 kol, minizápasy, vyřazovací systém | Ánand                                                                      | Karpov                                                                                        | Lausanne 1998 Remíza 3–3; Karpov vyhrál rapid playoff 2–0                                                                                     |
| 1998 (Classical)      | None | None | Kramnik, Širov | Cazorla 1998 match | Širov vyhrál 5½:3½                                                         | Kasparov                                                                                      | zápas se neuskutečnil |
| 1999 (FIDE)           | Las Vegas 1999 7 kol, minizápasy, vyřazovací systém                                                                 | Las Vegas 1999 7 kol, minizápasy, vyřazovací systém | Las Vegas 1999 7 kol, minizápasy, vyřazovací systém | Las Vegas 1999 7 kol, minizápasy, vyřazovací systém | Chalifman, Akopjan (finalisté)                                             | Chalifman, Akopjan (finalisté)                                                                | Las Vegas 1999 Chalifman vyhrál 3½:2½ |
| 2000 (Classical)      | None | None | Kramnik | None | None                                                                       | Kasparov                                                                                      | Londýn 2000 Kramnik vyhrál 8½:6½ |
| 2000 (FIDE)           | Nové Dillí 2000 7 kol, minizápasy, vyřazovací systém                                                                | Nové Dillí 2000 7 kol, minizápasy, vyřazovací systém | Nové Dillí 2000 7 kol, minizápasy, vyřazovací systém | Nové Dillí 2000 7 kol, minizápasy, vyřazovací systém | Ánand, Alexej Širov (finalisté)                                            | Ánand, Alexej Širov (finalisté)                                                               | Teherán 2000 Ánand vyhrál 3½:½ |
| 2001–2002 (FIDE)      | Moskva 2001 7 kol, minizápasy, vyřazovací systém                                                                    | Moskva 2001 7 kol, minizápasy, vyřazovací systém | Moskva 2001 7 kol, minizápasy, vyřazovací systém | Moskva 2001 7 kol, minizápasy, vyřazovací systém | Ponomarjov, Ivančuk (finalisté)                                            | Ponomarjov, Ivančuk (finalisté)                                                               | Moskva 2002 Ponomarjov vyhrál 4½:2½ |
| 2002–2004 (Classical) | None | None | Barejev, Adams, Leko, Morozevič, Topalov, Širov, Gelfand, Lutz | Dortmund 2002 Dvě skupiny po 4 hráčích dvoukolově; postoupili 2 z každé skupiny, hráli dvoukolově vyřazovací zápasy                                                                 | Leko                                                                       | Kramnik                                                                                       | Brissago 2004 remíza 7:7, Kramnik obhájil titul                                                                                               |
| 2004 (FIDE)           | Tripolis 2004 7 kol, minizápas, vyřazovací systém                                                                   | Tripolis 2004 7 kol, minizápas, vyřazovací systém | Tripolis 2004 7 kol, minizápas, vyřazovací systém | Tripolis 2004 7 kol, minizápas, vyřazovací systém | Adams, Kasimdžanov (finalisté)                                             | Adams, Kasimdžanov (finalisté)                                                                | Tripolis 2004 klasické partie 3:3; Kasimdžanov vyhrál rapid tie-break 1½:½                                                                    |
| 2005 (FIDE)           | None | Adams, Kasimdžanov (FIDE 2004 finalisté); Leko, (Kramnik) (Classical 2004 finalisté); Ánand, Topalov, Morozevič, (Kasparov), Svidler, Polgárová (na rating) | Adams, Kasimdžanov (FIDE 2004 finalisté); Leko, (Kramnik) (Classical 2004 finalisté); Ánand, Topalov, Morozevič, (Kasparov), Svidler, Polgárová (na rating) | San Luis 2005 8 hráčů, dvoukolově | San Luis 2005 8 hráčů, dvoukolově                                          | San Luis 2005 8 hráčů, dvoukolově                                                             | Topalov |
| 2006                  | Sjednocující zápas mezi FIDE šampiónem (Topalov) a PCA šampiónem (Kramnik)                                          | Sjednocující zápas mezi FIDE šampiónem (Topalov) a PCA šampiónem (Kramnik)                                                                                  | Sjednocující zápas mezi FIDE šampiónem (Topalov) a PCA šampiónem (Kramnik) | Sjednocující zápas mezi FIDE šampiónem (Topalov) a PCA šampiónem (Kramnik) | Sjednocující zápas mezi FIDE šampiónem (Topalov) a PCA šampiónem (Kramnik) | Sjednocující zápas mezi FIDE šampiónem (Topalov) a PCA šampiónem (Kramnik)                    | Elista 2006 remíza 6–6, Kramnik vyhrál rapid 2½:1½                                                                                            |
| 2007                  | Chanty-Mansijsk 2005 7 kol, minizápasy, vyřazovací systém; prvních 10 kvalifikováno                                 | Aronian, Barejev, Carlsen, Gelfand, Gurevič, Griščuk, Kamsky, Malachov, Ponomarjov, Rubljovskij                                                             | Kasimdžanov (2004 FIDE Champion); Leko, Adams, Polgárová, Širov, Bacrot (na rating) | Elista 2007 16 hráčů, dvoukolové vyřazovací zápasy, 4 se kvalifikovali | Aronian, Gelfand, Griščuk, Leko                                            | Kramnik (2006 Champion), Ánand, Svidler, Morozevič (za umístění 2.–4. roku 2005)              | Mexico City 2007 1. Ánand 9/14 |
| 2008                  | Kramnik měl právo odvety                                                                                            | Kramnik měl právo odvety | Kramnik měl právo odvety | Kramnik měl právo odvety | Kramnik                                                                    | Ánand                                                                                         | Bonn 2008 zápas na 12 partií Ánand vyhrál 3:1 (=7)                                                                                            |
| 2010                  | Světový pohár v šachu 2007 7 kol, minizápasy, vyřazovací systém                                                     | Kamsky | Topalov (přímo do zápasu vyzyvatelů) | 1:3 (=3) | Topalov                                                                    | Ánand                                                                                         | Sofie 2010 zápas na 12 partií Ánand vyhrál 3:2 (=7)                                                                                           |
| 2012                  | Světový pohár v šachu 2009 (SP) a Grand Prix v šachu 2008–2010 (GP)                                                 | Gelfand (SP), Aronjan, Griščuk, Radžabov (GP) | Kamsky (poražený ze zápasu kandidátů 2009), Topalov (poražený ze zápasu MS 2012), Kramnik (ze světového žebříčku), Mameďjarov (divoká karta pořadatele) | Kazaň 2011 vyřazovací systém minizápasů (na čtyři, finále na šest partií) | Gelfand                                                                    | Ánand                                                                                         | Moskva 2012 zápas na 12 partií Ánand vyhrál po tie-breaku (zápas +1 -1 =10, tie-break +1 -0 =3)                                               |
| 2013                  | Světový pohár v šachu 2011 minizápasy, vyřazovací systém                                                            | Svidler, Griščuk, Ivančuk | Gelfand (poražený ze zápasu MS 2012), Carlsen, Aronjan, Kramnik (všichni ze světového žebříčku), Radžabov (divoká karta pořadatele) | Londýn 2013 dvoukolový turnaj každý s každým | Carlsen                                                                    | Ánand                                                                                         | Čennaí 2013 zápas na 12 partií Carlsen vyhrál 6½:3½ (+3 -0 =7)                                                                                |
| 2014                  | | | Ánand (poražený ze zápasu MS 2013), Kramnik, Andrejkin (oba finalisté Světového poháru 2013), Topalov, Mamedjarov (dva nejlepší z Velké ceny FIDE 2012-2013), Aronjan, Karjakin (další dva z uvedených soutěží s nejvyšším Elo), Svidler (divoká karta pořadatele) | Chanty-Mansijsk 2014 dvoukolový turnaj každý s každým | Ánand                                                                      | Carlsen                                                                                       | Soči 2014 zápas na 12 partií Carlsen vyhrál 6½:4½ (+3 -1 =7)                                                                                  |
| 2016                  | | | Ánand (poražený ze zápasu MS 2014), Karjakin, Svidler (oba finalisté Světového poháru 2015), Caruana, Nakamura (dva nejlepší z Velké ceny FIDE 2014-2015), Topalov, Giri (další dva z uvedených soutěží s nejvyšším Elo), Aronjan (divoká karta pořadatele) | Moskva 2016 dvoukolový turnaj každý s každým | Karjakin                                                                   | Carlsen                                                                                       | New York 2016 12 partií klasicky, případně tie-break rapid, Carlsen vyhrál po tie-breaku (klasické 6:6 (+1 -1 =10), tie-break 3:1 (+2 -0 =2)) |
| 2018                  | | | Karjakin (poražený ze zápasu MS 2016), Aronjan, Ting (oba finalisté Světového poháru 2017), Mamedjarov, Griščuk (dva nejlepší z Velké ceny FIDE 2017), Caruana, So (další dva z uvedených soutěží s nejvyšším Elo), Kramnik (divoká karta pořadatele) | Berlín 2018 dvoukolový turnaj každý s každým | Caruana                                                                    | Carlsen                                                                                       | Londýn 2018 12 partií klasicky, případně tie-break rapid, Carlsen vyhrál po tie-breaku: klasické 6:6 (+0 -0 =12), tie-break 3:0 (+2 -0 =2)    |
| 2021                  | | | Caruana (poražený ze zápasu MS 2018), Radžabov, Ting (oba finalisté Světového poháru 2019), Wang (vítěz FIDE Grand Swiss turnaje 2019), Griščuk, Něpomňaščij (dva nejlepší z Velké ceny FIDE 2019), Giri (hráč s nejvyšším průměrným Elo), Aleksejenko (divoká karta pořadatele, nejlepší nepostupující z FIDE Grand Swiss turnaje), Radžabov z turnaje kandidátů odstoupil kvůli pandemii covidu-19, místo něj nastoupil náhradník Vachier-Lagrave na základě nejvyššího průměrného Elo | Jekatěrinburg 2020/2021 dvoukolový turnaj každý s každým turnaj byl 26. března 2020 přerušen kvůli pandemii covidu-19, zbývající zápasy byly odehrány až o rok později v dubnu 2021 | Něpomňaščij                                                                | Carlsen                                                                                       | Dubaj 2021 14 partií klasicky, případně tie-break rapid, Carlsen vyhrál 7½:3½ (+4 -0 =7) již v 11. partii                                     |
| 2023                  | | | Něpomňaščij (poražený ze zápasu MS 2021), Radžabov nominován FIDE, Duda, Karjakin (oba finalisté Světového poháru 2021), Alireza Firouzja, Caruana (dva nejlepší z FIDE Grand Swiss turnaje 2021), Nakamura, Rapport, (dva nejlepší z Velké ceny FIDE 2022), Karjakin byl diskvalifikován za otevřenou podporu ruské invaze na Ukrajinu, místo něj nastoupil náhradník Ting na základě nejvyššího Elo z května 2022                                                                      | Madrid 2022 dvoukolový turnaj každý s každým | Něpomňaščij, Ting                                                          | Carlsen odmítl obhajovat titul, proto proti sobě nastoupili vítěz a druhý z turnaje kandidátů | Astana 2023 14 partií klasicky, případně tie-break rapid, Ting vyhrál po tie-breaku: klasické 7:7 (+3 -3 =8), tie-break 2½:1½ (+1 -0 =3)      |
| 2024                  | | | | |                                                                            |                                                                                               | |